# Heteroseksualitet
Heteroseksualitet er en romantisk tiltrækning, seksuel tiltrækning eller seksuel adfærd mellem personer af modsatte køn. Ordet hetero kommer fra græsk og betyder anden eller forskellig.
Heteroseksualitet og heteroseksuel bruges oftest om mennesker, men heteroseksuel adfærd er blevet observeret blandt alle pattedyr og hos andre dyrearter. Heteroseksualitet kan både bruges om bestemte handlinger og om personers opfattelse af deres egen seksuelle identitet.
Heteroseksualitet er bl.a. af Alfred Kinsey blevet beskrevet som det ene yderpunkt på en skala, hvor homoseksualitet ligger i det andet yderpunkt og biseksualitet ligger på midten. En sådan lineær beskrivelse af seksualitet tager dog ikke højde for ting som panseksualitet og aseksualitet og bygger på en antagelse om kun to klart definerede køn
Mange kulturer, systemer og samfund er baseret på en antagelse om, at alle mennesker er heteroseksuelle. Dette fænomen kaldes heteronormativitet.